# 2012-es magyar férfi vízilabdakupa
A 2012-es magyar férfi vízilabdakupa (hivatalosan 2012. évi Férfi Vízilabda Theodora Magyar Kupa) a magyar vízilabda-bajnokság után a második legrangosabb hazai versenysorozat. A Magyar Vízilabda-szövetség írja ki és 17 csapat részvételével bonyolítja le. A mérkőzéssorozat győztese a LEN-Európa-kupában indulhat.
2011-ben a kupát a Szeged Beton hódította el.

## Lebonyolítás
A verseny két fő szakaszból áll: egy selejtező csoportkörből és egy egyenes kieséses szakaszból. A 2011–12-es élvonalbeli vízilabda-bajnokság 12 csapata és a további nevezett csapatok négy csoportba kerülnek sorsolásra az alábbiak szerint:
- a négy csoport első helyeire az első osztály 1–4. helyezett csapatait,
- a második helyekre az 5–8. helyezetteket,
- a további csapatokat a csoportok 3–4. helyeire sorsolják.

A csoportokban a csapatok egyfordulós – 1–4. forgatási táblázatú – körmérkőzéssel döntik el a helyezéseket. A csoportok első és második helyezett csapatai kerülnek az egyenes kieséses szakaszba. A legjobb nyolc között oda-visszavágós, az elődöntőben és a döntőben pedig egymérkőzéses párharcokat vívnak.

## Csoportkör
A csoportkör során mind a csoportmérkőzéseket ugyanazon a helyszínen rendezték meg. A csapatok körmérkőzéses rendszerben mérkőztek meg egymással. A csoportok első két helyezett csapata jutott a negyeddöntőbe.
| Színmagyarázat                        |
| ------------------------------------- |
| Az egyenes kieséses szakaszba jutott. |
| Kiesett.                              |

### A csoport
A csoportmérkőzéseket Nagykanizsán rendezték. A csoportból két élvonalbeli csapat, a 2011-es kupagyőztes A-Híd Szeged és az FTC Waterpolo jutott tovább.
| #  | Csapat                      | M | GY | D | V | DG–KG | GK  | P |
| -- | --------------------------- | - | -- | - | - | ----- | --- | - |
| 1. | A-Híd Szeged                | 3 | 2  | 1 | 0 | 50–19 | +31 | 7 |
| 2. | FTC Waterpolo               | 3 | 1  | 2 | 0 | 37–22 | +15 | 5 |
| 3. | Kaposvári VK                | 3 | 1  | 1 | 1 | 30–30 | 0   | 4 |
| 4. | Heat-Group Kanizsa (II. o.) | 3 | 0  | 0 | 3 | 16–62 | –46 | 0 |

| 2012. szeptember 22. 10.30 (UTC+2) | A-Híd Szeged          | 26 – 4           | Heat-Group Kanizsa | Nagykanizsai Sportuszoda, Nagykanizsa Játékvezetők: Vojvoda, Székely |
| 2012. szeptember 22. 10.30 (UTC+2) | (4–0, 12–1, 4–1, 6–2) |                  |                    | Nagykanizsai Sportuszoda, Nagykanizsa Játékvezetők: Vojvoda, Székely |
| 2012. szeptember 22. 10.30 (UTC+2) | dr. Molnár T. 6       | Jegyzőkönyv      | Kéri 2             | Nagykanizsai Sportuszoda, Nagykanizsa Játékvezetők: Vojvoda, Székely |
| 2012. szeptember 22. 10.30 (UTC+2) | 7/10                  | Gól / emberelőny | 2/3                | Nagykanizsai Sportuszoda, Nagykanizsa Játékvezetők: Vojvoda, Székely |
| 2012. szeptember 22. 10.30 (UTC+2) | 1/1                   | Gól / ötméteres  | 0/1                | Nagykanizsai Sportuszoda, Nagykanizsa Játékvezetők: Vojvoda, Székely |

| 2012. szeptember 22. 12.00 (UTC+2) | Kaposvári VK         | 8 – 8            | FTC Waterpolo      | Nagykanizsai Sportuszoda, Nagykanizsa Játékvezetők: Vojvoda, Birri |
| 2012. szeptember 22. 12.00 (UTC+2) | (1–2, 2–2, 3–2, 2–2) |                  |                    | Nagykanizsai Sportuszoda, Nagykanizsa Játékvezetők: Vojvoda, Birri |
| 2012. szeptember 22. 12.00 (UTC+2) | Hoppál, Berta 2–2    | Jegyzőkönyv      | Korényi, Szőke 2–2 | Nagykanizsai Sportuszoda, Nagykanizsa Játékvezetők: Vojvoda, Birri |
| 2012. szeptember 22. 12.00 (UTC+2) | 1/9                  | Gól / emberelőny | 3/12               | Nagykanizsai Sportuszoda, Nagykanizsa Játékvezetők: Vojvoda, Birri |
| 2012. szeptember 22. 12.00 (UTC+2) | 1/1                  | Gól / ötméteres  | 2/3                | Nagykanizsai Sportuszoda, Nagykanizsa Játékvezetők: Vojvoda, Birri |

| 2012. szeptember 22. 14.30 (UTC+2) | Kaposvári VK         | 7 – 16           | A-Híd Szeged                                        | Nagykanizsai Sportuszoda, Nagykanizsa Játékvezetők: Birri, Székely |
| 2012. szeptember 22. 14.30 (UTC+2) | (1–6, 1–5, 2–1, 3–4) |                  |                                                     | Nagykanizsai Sportuszoda, Nagykanizsa Játékvezetők: Birri, Székely |
| 2012. szeptember 22. 14.30 (UTC+2) | Balogh, Pataki 2–2   | Jegyzőkönyv      | Kiss Cs., Kunac, dr. Molnár T., Somogyi, Szivós 2–2 | Nagykanizsai Sportuszoda, Nagykanizsa Játékvezetők: Birri, Székely |
| 2012. szeptember 22. 14.30 (UTC+2) | 1/5                  | Gól / emberelőny | 4/7                                                 | Nagykanizsai Sportuszoda, Nagykanizsa Játékvezetők: Birri, Székely |
| 2012. szeptember 22. 14.30 (UTC+2) | 1/1                  | Gól / ötméteres  | 2/2                                                 | Nagykanizsai Sportuszoda, Nagykanizsa Játékvezetők: Birri, Székely |

| 2012. szeptember 22. 16.00 (UTC+2) | FTC Waterpolo        | 21 – 6           | Heat-Group Kanizsa | Nagykanizsai Sportuszoda, Nagykanizsa Játékvezetők: Birri, Vojvoda |
| 2012. szeptember 22. 16.00 (UTC+2) | (5–1, 3–1, 6–4, 7–0) |                  |                    | Nagykanizsai Sportuszoda, Nagykanizsa Játékvezetők: Birri, Vojvoda |
| 2012. szeptember 22. 16.00 (UTC+2) | Macdonell 6          | Jegyzőkönyv      | Kádár 3            | Nagykanizsai Sportuszoda, Nagykanizsa Játékvezetők: Birri, Vojvoda |
| 2012. szeptember 22. 16.00 (UTC+2) | 4/10                 | Gól / emberelőny | 1/8                | Nagykanizsai Sportuszoda, Nagykanizsa Játékvezetők: Birri, Vojvoda |
| 2012. szeptember 22. 16.00 (UTC+2) | 2/2                  | Gól / ötméteres  | 2/2                | Nagykanizsai Sportuszoda, Nagykanizsa Játékvezetők: Birri, Vojvoda |

| 2012. szeptember 23. 10.00 (UTC+2) | Heat-Group Kanizsa     | 6 – 15           | Kaposvári VK | Nagykanizsai Sportuszoda, Nagykanizsa Játékvezetők: Birri, Székely |
| 2012. szeptember 23. 10.00 (UTC+2) | (0–4, 2–4, 2–4, 2–3)   |                  |              | Nagykanizsai Sportuszoda, Nagykanizsa Játékvezetők: Birri, Székely |
| 2012. szeptember 23. 10.00 (UTC+2) | Cserdi, Kaszper G. 2–2 | Jegyzőkönyv      | Berta 4      | Nagykanizsai Sportuszoda, Nagykanizsa Játékvezetők: Birri, Székely |
| 2012. szeptember 23. 10.00 (UTC+2) | 0/6                    | Gól / emberelőny | 7/10         | Nagykanizsai Sportuszoda, Nagykanizsa Játékvezetők: Birri, Székely |
| 2012. szeptember 23. 10.00 (UTC+2) | 1/1                    | Gól / ötméteres  | 0/1          | Nagykanizsai Sportuszoda, Nagykanizsa Játékvezetők: Birri, Székely |

| 2012. szeptember 23. 11.30 (UTC+2) | A-Híd Szeged         | 8 – 8            | FTC Waterpolo        | Nagykanizsai Sportuszoda, Nagykanizsa Játékvezetők: Székely, Vojvoda |
| 2012. szeptember 23. 11.30 (UTC+2) | (2–2, 2–1, 3–3, 1–2) |                  |                      | Nagykanizsai Sportuszoda, Nagykanizsa Játékvezetők: Székely, Vojvoda |
| 2012. szeptember 23. 11.30 (UTC+2) | Kiss Cs. 3           | Jegyzőkönyv      | Macdonell, Paján 2–2 | Nagykanizsai Sportuszoda, Nagykanizsa Játékvezetők: Székely, Vojvoda |
| 2012. szeptember 23. 11.30 (UTC+2) | 1/4                  | Gól / emberelőny | 0/5                  | Nagykanizsai Sportuszoda, Nagykanizsa Játékvezetők: Székely, Vojvoda |
| 2012. szeptember 23. 11.30 (UTC+2) | 1/3                  | Gól / ötméteres  | 0/0                  | Nagykanizsai Sportuszoda, Nagykanizsa Játékvezetők: Székely, Vojvoda |

### B csoport
A csoportmérkőzéseket Szentesen rendezték. A csoportból két élvonalbeli csapat, a ZF-Eger és a rendező Szentesi VK jutott tovább.
| #  | Csapat                     | M | GY | D | V | DG–KG | GK  | P  |
| -- | -------------------------- | - | -- | - | - | ----- | --- | -- |
| 1. | ZF-Eger                    | 4 | 4  | 0 | 0 | 58–15 | +43 | 12 |
| 2. | Szentesi VK                | 4 | 3  | 0 | 1 | 38–33 | +5  | 9  |
| 3. | BVSC-Zugló                 | 4 | 2  | 0 | 2 | 32–31 | +1  | 6  |
| 4. | Hegyvidék-YBL WPC (II. o.) | 4 | 1  | 0 | 3 | 28–57 | –29 | 3  |
| 5. | EKF-EgerFood-Imola         | 4 | 0  | 0 | 4 | 21–41 | –20 | 0  |

| 2012. szeptember 21. 10.00 (UTC+2) | Hegyvidék-YBL WPC    | 7 – 13           | BVSC-Zugló                             | Szentesi Üdülőközpont, Szentes Játékvezetők: Füzesi, Dodog |
| 2012. szeptember 21. 10.00 (UTC+2) | (2–2, 1–4, 0–4, 4–3) |                  |                                        | Szentesi Üdülőközpont, Szentes Játékvezetők: Füzesi, Dodog |
| 2012. szeptember 21. 10.00 (UTC+2) | Major 3              | Jegyzőkönyv      | Czigány, Létay, Rajna P., Szabó B. 2–2 | Szentesi Üdülőközpont, Szentes Játékvezetők: Füzesi, Dodog |
| 2012. szeptember 21. 10.00 (UTC+2) | 0/5                  | Gól / emberelőny | 2/7                                    | Szentesi Üdülőközpont, Szentes Játékvezetők: Füzesi, Dodog |
| 2012. szeptember 21. 10.00 (UTC+2) | 2/2                  | Gól / ötméteres  | 1/1                                    | Szentesi Üdülőközpont, Szentes Játékvezetők: Füzesi, Dodog |

| 2012. szeptember 21. 11.30 (UTC+2) | EKF-EgerFood-Imola          | 8 – 11           | Szentesi VK | Szentesi Üdülőközpont, Szentes Játékvezetők: Bors, Marjay |
| 2012. szeptember 21. 11.30 (UTC+2) | (3–3, 1–4, 1–1, 3–3)        |                  |             | Szentesi Üdülőközpont, Szentes Játékvezetők: Bors, Marjay |
| 2012. szeptember 21. 11.30 (UTC+2) | Jakab Dániel, Milcovich 2–2 | Jegyzőkönyv      | Németh D. 5 | Szentesi Üdülőközpont, Szentes Játékvezetők: Bors, Marjay |
| 2012. szeptember 21. 11.30 (UTC+2) | 2/6                         | Gól / emberelőny | 3/7         | Szentesi Üdülőközpont, Szentes Játékvezetők: Bors, Marjay |
| 2012. szeptember 21. 11.30 (UTC+2) | 4/5                         | Gól / ötméteres  | 3/4         | Szentesi Üdülőközpont, Szentes Játékvezetők: Bors, Marjay |

| 2012. szeptember 21. 13.00 (UTC+2) | ZF-Eger              | 23 – 2           | Hegyvidék-YBL WPC  | Szentesi Üdülőközpont, Szentes Játékvezetők: Füzesi, Dodog |
| 2012. szeptember 21. 13.00 (UTC+2) | (5–1, 7–0, 4–0, 7–1) |                  |                    | Szentesi Üdülőközpont, Szentes Játékvezetők: Füzesi, Dodog |
| 2012. szeptember 21. 13.00 (UTC+2) | Bátori 4             | Jegyzőkönyv      | Major, Kiss Á. 1–1 | Szentesi Üdülőközpont, Szentes Játékvezetők: Füzesi, Dodog |
| 2012. szeptember 21. 13.00 (UTC+2) | 6/7                  | Gól / emberelőny | 0/6                | Szentesi Üdülőközpont, Szentes Játékvezetők: Füzesi, Dodog |
| 2012. szeptember 21. 13.00 (UTC+2) | 0/1                  | Gól / ötméteres  | 2/2                | Szentesi Üdülőközpont, Szentes Játékvezetők: Füzesi, Dodog |

| 2012. szeptember 21. 16.30 (UTC+2) | ZF-Eger                                          | 12 – 1           | EKF-EgerFood-Imola | Szentesi Üdülőközpont, Szentes Játékvezetők: Bors, Füzesi |
| 2012. szeptember 21. 16.30 (UTC+2) | (2–0, 3–0, 3–0, 4–1)                             |                  |                    | Szentesi Üdülőközpont, Szentes Játékvezetők: Bors, Füzesi |
| 2012. szeptember 21. 16.30 (UTC+2) | Bátori, Bundschuh, Gór-Nagy, Graham, Salamon 2–2 | Jegyzőkönyv      | Bánhidy            | Szentesi Üdülőközpont, Szentes Játékvezetők: Bors, Füzesi |
| 2012. szeptember 21. 16.30 (UTC+2) | 2/6                                              | Gól / emberelőny | 0/3                | Szentesi Üdülőközpont, Szentes Játékvezetők: Bors, Füzesi |
| 2012. szeptember 21. 16.30 (UTC+2) | 2/2                                              | Gól / ötméteres  | 0/0                | Szentesi Üdülőközpont, Szentes Játékvezetők: Bors, Füzesi |

| 2012. szeptember 21. 18.00 (UTC+2) | Szentesi VK          | 7 – 6            | BVSC-Zugló   | Szentesi Üdülőközpont, Szentes Játékvezetők: Marjay, Dodog |
| 2012. szeptember 21. 18.00 (UTC+2) | (1–1, 1–1, 3–2, 2–2) |                  |              | Szentesi Üdülőközpont, Szentes Játékvezetők: Marjay, Dodog |
| 2012. szeptember 21. 18.00 (UTC+2) | Regős 3              | Jegyzőkönyv      | Kotszidisz 2 | Szentesi Üdülőközpont, Szentes Játékvezetők: Marjay, Dodog |
| 2012. szeptember 21. 18.00 (UTC+2) | 2/7                  | Gól / emberelőny | 3/10         | Szentesi Üdülőközpont, Szentes Játékvezetők: Marjay, Dodog |
| 2012. szeptember 21. 18.00 (UTC+2) | 0/1                  | Gól / ötméteres  | 1/1          | Szentesi Üdülőközpont, Szentes Játékvezetők: Marjay, Dodog |

| 2012. szeptember 22. 09.00 (UTC+2) | BVSC-Zugló                                                      | 7 – 5            | EKF-EgerFood-Imola | Szentesi Üdülőközpont, Szentes Játékvezetők: Füzesi, Marjay |
| 2012. szeptember 22. 09.00 (UTC+2) | (3–1, 2–1, 1–1, 1–2)                                            |                  |                    | Szentesi Üdülőközpont, Szentes Játékvezetők: Füzesi, Marjay |
| 2012. szeptember 22. 09.00 (UTC+2) | Ambrus, Bedő, Borsós, Létay, Mészáros Cs., Rajna P., Szűcs, 1–1 | Jegyzőkönyv      | Jakab Damján 2     | Szentesi Üdülőközpont, Szentes Játékvezetők: Füzesi, Marjay |
| 2012. szeptember 22. 09.00 (UTC+2) | 2/6                                                             | Gól / emberelőny | 0/4                | Szentesi Üdülőközpont, Szentes Játékvezetők: Füzesi, Marjay |
| 2012. szeptember 22. 09.00 (UTC+2) | 1/1                                                             | Gól / ötméteres  | 1/1                | Szentesi Üdülőközpont, Szentes Játékvezetők: Füzesi, Marjay |

| 2012. szeptember 22. 10.30 (UTC+2) | Szentesi VK          | 14 – 8           | Hegyvidék-YBL WPC            | Szentesi Üdülőközpont, Szentes Játékvezetők: Bors, Dodog |
| 2012. szeptember 22. 10.30 (UTC+2) | (2–3, 4–2, 4–3, 4–0) |                  |                              | Szentesi Üdülőközpont, Szentes Játékvezetők: Bors, Dodog |
| 2012. szeptember 22. 10.30 (UTC+2) | Regős 3              | Jegyzőkönyv      | Békési, Hartman, Kiss Á. 2–2 | Szentesi Üdülőközpont, Szentes Játékvezetők: Bors, Dodog |
| 2012. szeptember 22. 10.30 (UTC+2) | 5/9                  | Gól / emberelőny | 4/11                         | Szentesi Üdülőközpont, Szentes Játékvezetők: Bors, Dodog |
| 2012. szeptember 22. 10.30 (UTC+2) | 0/0                  | Gól / ötméteres  | 1/2                          | Szentesi Üdülőközpont, Szentes Játékvezetők: Bors, Dodog |

| 2012. szeptember 22. 12.00 (UTC+2) | ZF-Eger               | 12 – 6           | BVSC-Zugló      | Szentesi Üdülőközpont, Szentes Játékvezetők: Füzesi, Marjay |
| 2012. szeptember 22. 12.00 (UTC+2) | (6–2, 2–1, 1–2, 3–1)  |                  |                 | Szentesi Üdülőközpont, Szentes Játékvezetők: Füzesi, Marjay |
| 2012. szeptember 22. 12.00 (UTC+2) | Gór-Nagy, Salamon 2–2 | Jegyzőkönyv      | Bedő, Szűcs 2–2 | Szentesi Üdülőközpont, Szentes Játékvezetők: Füzesi, Marjay |
| 2012. szeptember 22. 12.00 (UTC+2) | 2/4                   | Gól / emberelőny | 2/7             | Szentesi Üdülőközpont, Szentes Játékvezetők: Füzesi, Marjay |
| 2012. szeptember 22. 12.00 (UTC+2) | 1/1                   | Gól / ötméteres  | 2/2             | Szentesi Üdülőközpont, Szentes Játékvezetők: Füzesi, Marjay |

| 2012. szeptember 22. 15.00 (UTC+2) | Szentesi VK          | 6 – 11           | ZF-Eger    | Szentesi Üdülőközpont, Szentes Játékvezetők: Marjay, Dodog |
| 2012. szeptember 22. 15.00 (UTC+2) | (4–3, 0–2, 1–2, 1–4) |                  |            | Szentesi Üdülőközpont, Szentes Játékvezetők: Marjay, Dodog |
| 2012. szeptember 22. 15.00 (UTC+2) | Regős 2              | Jegyzőkönyv      | Gór-Nagy 3 | Szentesi Üdülőközpont, Szentes Játékvezetők: Marjay, Dodog |
| 2012. szeptember 22. 15.00 (UTC+2) | 3/10                 | Gól / emberelőny | 7/12       | Szentesi Üdülőközpont, Szentes Játékvezetők: Marjay, Dodog |
| 2012. szeptember 22. 15.00 (UTC+2) | 0/0                  | Gól / ötméteres  | 0/1        | Szentesi Üdülőközpont, Szentes Játékvezetők: Marjay, Dodog |

| 2012. szeptember 22. 16.30 (UTC+2) | EKF-EgerFood-Imola                                                                       | 7 – 11           | Hegyvidék-YBL WPC                | Szentesi Üdülőközpont, Szentes Játékvezetők: Bors, Marjay |
| 2012. szeptember 22. 16.30 (UTC+2) | (3–5, 2–3, 1–3, 1–0)                                                                     |                  |                                  | Szentesi Üdülőközpont, Szentes Játékvezetők: Bors, Marjay |
| 2012. szeptember 22. 16.30 (UTC+2) | Farkas P., Jakab Dániel, Keresztes F., Keresztes I., Milcovich, Petrovai, Takács J., 1–1 | Jegyzőkönyv      | Ádám Z., Békési, Kibédi, Major 2 | Szentesi Üdülőközpont, Szentes Játékvezetők: Bors, Marjay |
| 2012. szeptember 22. 16.30 (UTC+2) | 1/5                                                                                      | Gól / emberelőny | 4/11                             | Szentesi Üdülőközpont, Szentes Játékvezetők: Bors, Marjay |
| 2012. szeptember 22. 16.30 (UTC+2) | 2/3                                                                                      | Gól / ötméteres  | 1/1                              | Szentesi Üdülőközpont, Szentes Játékvezetők: Bors, Marjay |

### C csoport
A csoportmérkőzéseket Miskolcon rendezték. A csoportból két élvonalbeli csapat, a Szolnoki Dózsa-KÖZGÉP és a Groupama Honvéd jutott tovább.
| #  | Csapat                | M | GY | D | V | DG–KG | GK  | P |
| -- | --------------------- | - | -- | - | - | ----- | --- | - |
| 1. | Szolnoki Dózsa-KÖZGÉP | 3 | 3  | 0 | 0 | 45–11 | +34 | 9 |
| 2. | Groupama Honvéd       | 3 | 2  | 0 | 1 | 35–20 | +15 | 6 |
| 3. | Orvosegyetem SC       | 3 | 1  | 0 | 2 | 29–38 | –9  | 3 |
| 4. | Miskolc VSI (II. o.)  | 3 | 0  | 0 | 3 | 13–53 | –40 | 0 |

| 2012. szeptember 22. 10.00 (UTC+2) | Groupama Honvéd         | 20 – 5           | Miskolc VSI | Kemény Dénes Sportuszoda, Miskolc Játékvezetők: Csanádi, Mucskai |
| 2012. szeptember 22. 10.00 (UTC+2) | (5–2, 4–1, 6–1, 5–1)    |                  |             | Kemény Dénes Sportuszoda, Miskolc Játékvezetők: Csanádi, Mucskai |
| 2012. szeptember 22. 10.00 (UTC+2) | dr. Kiss G., Mátyás 4–4 | Jegyzőkönyv      | Maginecz 2  | Kemény Dénes Sportuszoda, Miskolc Játékvezetők: Csanádi, Mucskai |
| 2012. szeptember 22. 10.00 (UTC+2) | 6/10                    | Gól / emberelőny | 0/4         | Kemény Dénes Sportuszoda, Miskolc Játékvezetők: Csanádi, Mucskai |
| 2012. szeptember 22. 10.00 (UTC+2) | 1/2                     | Gól / ötméteres  | 1/1         | Kemény Dénes Sportuszoda, Miskolc Játékvezetők: Csanádi, Mucskai |

| 2012. szeptember 22. 11.45 (UTC+2) | Orvosegyetem SC      | 6 – 20           | Szolnoki Dózsa-KÖZGÉP | Kemény Dénes Sportuszoda, Miskolc Játékvezetők: Csanádi, Kun |
| 2012. szeptember 22. 11.45 (UTC+2) | (1–6, 2–3, 2–5, 1–6) |                  |                       | Kemény Dénes Sportuszoda, Miskolc Játékvezetők: Csanádi, Kun |
| 2012. szeptember 22. 11.45 (UTC+2) | Pecz 3               | Jegyzőkönyv      | Pásztor 5             | Kemény Dénes Sportuszoda, Miskolc Játékvezetők: Csanádi, Kun |
| 2012. szeptember 22. 11.45 (UTC+2) | 1/4                  | Gól / emberelőny | 3/4                   | Kemény Dénes Sportuszoda, Miskolc Játékvezetők: Csanádi, Kun |
| 2012. szeptember 22. 11.45 (UTC+2) | 0/0                  | Gól / ötméteres  | 2/2                   | Kemény Dénes Sportuszoda, Miskolc Játékvezetők: Csanádi, Kun |

| 2012. szeptember 22. 15.30 (UTC+2) | Szolnoki Dózsa-KÖZGÉP | 18 – 2           | Miskolc VSI            | Kemény Dénes Sportuszoda, Miskolc Játékvezetők: Kun, Mucskai |
| 2012. szeptember 22. 15.30 (UTC+2) | (3–0, 2–2, 6–0, 7–0)  |                  |                        | Kemény Dénes Sportuszoda, Miskolc Játékvezetők: Kun, Mucskai |
| 2012. szeptember 22. 15.30 (UTC+2) | Pásztor 4             | Jegyzőkönyv      | Gergely B., Binder 1–1 | Kemény Dénes Sportuszoda, Miskolc Játékvezetők: Kun, Mucskai |
| 2012. szeptember 22. 15.30 (UTC+2) | 7/9                   | Gól / emberelőny | 0/2                    | Kemény Dénes Sportuszoda, Miskolc Játékvezetők: Kun, Mucskai |
| 2012. szeptember 22. 15.30 (UTC+2) | 1/2                   | Gól / ötméteres  | 0/1                    | Kemény Dénes Sportuszoda, Miskolc Játékvezetők: Kun, Mucskai |

| 2012. szeptember 22. 17.15 (UTC+2) | Orvosegyetem SC              | 8 – 12           | Groupama Honvéd | Kemény Dénes Sportuszoda, Miskolc Játékvezetők: Csanádi, Mucskai |
| 2012. szeptember 22. 17.15 (UTC+2) | (2–2, 1–3, 1–5, 4–2)         |                  |                 | Kemény Dénes Sportuszoda, Miskolc Játékvezetők: Csanádi, Mucskai |
| 2012. szeptember 22. 17.15 (UTC+2) | Benczur, Császár, Zentai 2–2 | Jegyzőkönyv      | Kovács P. 4     | Kemény Dénes Sportuszoda, Miskolc Játékvezetők: Csanádi, Mucskai |
| 2012. szeptember 22. 17.15 (UTC+2) | 3/10                         | Gól / emberelőny | 2/9             | Kemény Dénes Sportuszoda, Miskolc Játékvezetők: Csanádi, Mucskai |
| 2012. szeptember 22. 17.15 (UTC+2) | 1/1                          | Gól / ötméteres  | 1/2             | Kemény Dénes Sportuszoda, Miskolc Játékvezetők: Csanádi, Mucskai |

| 2012. szeptember 23. 10.00 (UTC+2) | Miskolc VSI          | 6 – 15           | Orvosegyetem SC | Kemény Dénes Sportuszoda, Miskolc Játékvezetők: Csanádi, Kun |
| 2012. szeptember 23. 10.00 (UTC+2) | (1–4, 2–3, 0–4, 3–4) |                  |                 | Kemény Dénes Sportuszoda, Miskolc Játékvezetők: Csanádi, Kun |
| 2012. szeptember 23. 10.00 (UTC+2) | Maginecz 2           | Jegyzőkönyv      | Szentesi 4      | Kemény Dénes Sportuszoda, Miskolc Játékvezetők: Csanádi, Kun |
| 2012. szeptember 23. 10.00 (UTC+2) | 3/6                  | Gól / emberelőny | 5/13            | Kemény Dénes Sportuszoda, Miskolc Játékvezetők: Csanádi, Kun |
| 2012. szeptember 23. 10.00 (UTC+2) | 0/0                  | Gól / ötméteres  | 0/1             | Kemény Dénes Sportuszoda, Miskolc Játékvezetők: Csanádi, Kun |

| 2012. szeptember 23. 11.45 (UTC+2) | Groupama Honvéd      | 3 – 7            | Szolnoki Dózsa-KÖZGÉP | Kemény Dénes Sportuszoda, Miskolc Játékvezetők: Kun, Mucskai |
| 2012. szeptember 23. 11.45 (UTC+2) | (1–0, 1–2, 0–3, 1–2) |                  |                       | Kemény Dénes Sportuszoda, Miskolc Játékvezetők: Kun, Mucskai |
| 2012. szeptember 23. 11.45 (UTC+2) | dr. Kiss G. 2        | Jegyzőkönyv      | Aleksić 3             | Kemény Dénes Sportuszoda, Miskolc Játékvezetők: Kun, Mucskai |
| 2012. szeptember 23. 11.45 (UTC+2) | 0/3                  | Gól / emberelőny | 1/8                   | Kemény Dénes Sportuszoda, Miskolc Játékvezetők: Kun, Mucskai |
| 2012. szeptember 23. 11.45 (UTC+2) | 1/1                  | Gól / ötméteres  | 0/0                   | Kemény Dénes Sportuszoda, Miskolc Játékvezetők: Kun, Mucskai |

### D csoport
A csoportmérkőzéseket Pécsett rendezték. A csoportból két élvonalbeli csapat, a bajnoki címvédő TEVA-Vasas és a Debreceni VSE jutott tovább.
| #  | Csapat              | M | GY | D | V | DG–KG | GK  | P |
| -- | ------------------- | - | -- | - | - | ----- | --- | - |
| 1. | TEVA-Vasas          | 3 | 3  | 0 | 0 | 45–20 | +25 | 9 |
| 2. | Debreceni VSE       | 3 | 2  | 0 | 1 | 35–25 | +10 | 6 |
| 3. | PVSK-Füszért        | 3 | 1  | 0 | 2 | 20–36 | –16 | 3 |
| 4. | Újpest VSE (II. o.) | 3 | 0  | 0 | 3 | 25–44 | –19 | 0 |

| 2012. szeptember 22. 11.00 (UTC+2) | TEVA-Vasas           | 17 – 8           | Újpest VSE | Abay Nemes Oszkár Sportuszoda, Pécs Játékvezetők: dr. Marosvári, Németh |
| 2012. szeptember 22. 11.00 (UTC+2) | (4–1, 1–1, 8–4, 4–2) |                  |            | Abay Nemes Oszkár Sportuszoda, Pécs Játékvezetők: dr. Marosvári, Németh |
| 2012. szeptember 22. 11.00 (UTC+2) | Manhercz, Vámos 3–3  | Jegyzőkönyv      | Gyárfás 3  | Abay Nemes Oszkár Sportuszoda, Pécs Játékvezetők: dr. Marosvári, Németh |
| 2012. szeptember 22. 11.00 (UTC+2) | 2/4                  | Gól / emberelőny | 1/5        | Abay Nemes Oszkár Sportuszoda, Pécs Játékvezetők: dr. Marosvári, Németh |
| 2012. szeptember 22. 11.00 (UTC+2) | 1/1                  | Gól / ötméteres  | 2/2        | Abay Nemes Oszkár Sportuszoda, Pécs Játékvezetők: dr. Marosvári, Németh |

| 2012. szeptember 22. 12.30 (UTC+2) | PVSK-Füszért                 | 3 – 13           | Debreceni VSE | Abay Nemes Oszkár Sportuszoda, Pécs Játékvezetők: Németh, Vogel |
| 2012. szeptember 22. 12.30 (UTC+2) | (1–6, 2–3, 2–5, 1–6)         |                  |               | Abay Nemes Oszkár Sportuszoda, Pécs Játékvezetők: Németh, Vogel |
| 2012. szeptember 22. 12.30 (UTC+2) | Bóbis, Kistamás, Krizsán 1–1 | Jegyzőkönyv      | Varga T. 5    | Abay Nemes Oszkár Sportuszoda, Pécs Játékvezetők: Németh, Vogel |
| 2012. szeptember 22. 12.30 (UTC+2) | 1/5                          | Gól / emberelőny | 4/9           | Abay Nemes Oszkár Sportuszoda, Pécs Játékvezetők: Németh, Vogel |
| 2012. szeptember 22. 12.30 (UTC+2) | 1/2                          | Gól / ötméteres  | 2/3           | Abay Nemes Oszkár Sportuszoda, Pécs Játékvezetők: Németh, Vogel |

| 2012. szeptember 22. 17.00 (UTC+2) | Debreceni VSE        | 17 – 10          | Újpest VSE | Abay Nemes Oszkár Sportuszoda, Pécs Játékvezetők: dr. Marosvári, Vogel |
| 2012. szeptember 22. 17.00 (UTC+2) | (5–1, 2–4, 3–2, 7–3) |                  |            | Abay Nemes Oszkár Sportuszoda, Pécs Játékvezetők: dr. Marosvári, Vogel |
| 2012. szeptember 22. 17.00 (UTC+2) | Weszelovszky 6       | Jegyzőkönyv      | Gyárfás 3  | Abay Nemes Oszkár Sportuszoda, Pécs Játékvezetők: dr. Marosvári, Vogel |
| 2012. szeptember 22. 17.00 (UTC+2) | 6/9                  | Gól / emberelőny | 5/5        | Abay Nemes Oszkár Sportuszoda, Pécs Játékvezetők: dr. Marosvári, Vogel |
| 2012. szeptember 22. 17.00 (UTC+2) | 0/1                  | Gól / ötméteres  | 0/0        | Abay Nemes Oszkár Sportuszoda, Pécs Játékvezetők: dr. Marosvári, Vogel |

| 2012. szeptember 22. 18.30 (UTC+2) | PVSK-Füszért         | 7 – 16           | TEVA-Vasas        | Abay Nemes Oszkár Sportuszoda, Pécs Játékvezetők: dr. Marosvári, Németh |
| 2012. szeptember 22. 18.30 (UTC+2) | (1–5, 3–4, 1–4, 2–3) |                  |                   | Abay Nemes Oszkár Sportuszoda, Pécs Játékvezetők: dr. Marosvári, Németh |
| 2012. szeptember 22. 18.30 (UTC+2) | Kistamás, Müller 3–3 | Jegyzőkönyv      | Angyal, Hárai 3–3 | Abay Nemes Oszkár Sportuszoda, Pécs Játékvezetők: dr. Marosvári, Németh |
| 2012. szeptember 22. 18.30 (UTC+2) | 2/6                  | Gól / emberelőny | 3/7               | Abay Nemes Oszkár Sportuszoda, Pécs Játékvezetők: dr. Marosvári, Németh |
| 2012. szeptember 22. 18.30 (UTC+2) | 1/1                  | Gól / ötméteres  | 2/2               | Abay Nemes Oszkár Sportuszoda, Pécs Játékvezetők: dr. Marosvári, Németh |

| 2012. szeptember 23. 11.00 (UTC+2) | Újpest VSE           | 7 – 10           | PVSK-Füszért      | Abay Nemes Oszkár Sportuszoda, Pécs Játékvezetők: Németh, Vogel |
| 2012. szeptember 23. 11.00 (UTC+2) | (0–4, 1–2, 3–2, 3–2) |                  |                   | Abay Nemes Oszkár Sportuszoda, Pécs Játékvezetők: Németh, Vogel |
| 2012. szeptember 23. 11.00 (UTC+2) | Keresztúri 3         | Jegyzőkönyv      | Bóbis, Müller 3–3 | Abay Nemes Oszkár Sportuszoda, Pécs Játékvezetők: Németh, Vogel |
| 2012. szeptember 23. 11.00 (UTC+2) | 1/11                 | Gól / emberelőny | 2/12              | Abay Nemes Oszkár Sportuszoda, Pécs Játékvezetők: Németh, Vogel |
| 2012. szeptember 23. 11.00 (UTC+2) | 1/1                  | Gól / ötméteres  | 2/2               | Abay Nemes Oszkár Sportuszoda, Pécs Játékvezetők: Németh, Vogel |

| 2012. szeptember 23. 12.30 (UTC+2) | TEVA-Vasas                                         | 12 – 5           | Debreceni VSE | Abay Nemes Oszkár Sportuszoda, Pécs Játékvezetők: dr. Monostori, Vogel |
| 2012. szeptember 23. 12.30 (UTC+2) | (2–1, 2–1, 5–1, 3–2)                               |                  |               | Abay Nemes Oszkár Sportuszoda, Pécs Játékvezetők: dr. Monostori, Vogel |
| 2012. szeptember 23. 12.30 (UTC+2) | Csapó, Fazekas, Hárai, dr. Steinmetz Á., Vámos 2–2 | Jegyzőkönyv      | Varga T. 3    | Abay Nemes Oszkár Sportuszoda, Pécs Játékvezetők: dr. Monostori, Vogel |
| 2012. szeptember 23. 12.30 (UTC+2) | 4/8                                                | Gól / emberelőny | 1/8           | Abay Nemes Oszkár Sportuszoda, Pécs Játékvezetők: dr. Monostori, Vogel |
| 2012. szeptember 23. 12.30 (UTC+2) | 2/2                                                | Gól / ötméteres  | 1/1           | Abay Nemes Oszkár Sportuszoda, Pécs Játékvezetők: dr. Monostori, Vogel |

### Negyeddöntők
A csoportkörből továbbjutott nyolc csapatot „vaksorsolás”-sal négy párba sorsolták. Az első mérkőzéseken az előbb kisorsolt csapatok élveznek pályaválasztói jogot. A negyeddöntők során a csapatok két-két mérkőzést játszanak az elődöntőbe jutásért. A továbbjutásról a két mérkőzés összesített eredménye dönt.
A sorsolást 2012. szeptember 24-én végezték el a Margit-szigeten.
| 1.csapat      | Össz. | 2.csapat              | 1. mérk.      | 2. mérk.      |
| ------------- | ----- | --------------------- | ------------- | ------------- |
| TEVA-Vasas    | 18–13 | Groupama Honvéd       | 11–5          | 7–8           |
| FTC Waterpolo | 8–19  | A-Híd Szeged          | 5–8           | 3–11          |
| ZF-Eger       | 13–14 | Szolnoki Dózsa-KÖZGÉP | 8–9           | 5–5           |
| Debreceni VSE |       | Szentesi VK           | játék nélkül1 | játék nélkül1 |

Megjegyzés
1. A hivatalosan kiírt időpont idején a Szentesi VK csapata egy egyiptomi tornán vett részt, ezért a Magyar Vízilabda-szövetségtől halasztást kértek. Mivel a két klub nem tudott megállapodni egy esetleges új időpontról, a Szentes visszalépett.[1]

Mérkőzések
| 2012. szeptember 29. 18.00 (UTC+2) | TEVA-Vasas           | 11 – 5           | Groupama Honvéd | Komjádi Béla Sportuszoda, Budapest Nézőszám: 1 200 Játékvezetők: Juhász, dr. Fekete |
| 2012. szeptember 29. 18.00 (UTC+2) | (3–0, 0–3, 4–1, 4–1) |                  |                 | Komjádi Béla Sportuszoda, Budapest Nézőszám: 1 200 Játékvezetők: Juhász, dr. Fekete |
| 2012. szeptember 29. 18.00 (UTC+2) | Katonás, Vámos 3–3   | Jegyzőkönyv      | Tóth B. 2       | Komjádi Béla Sportuszoda, Budapest Nézőszám: 1 200 Játékvezetők: Juhász, dr. Fekete |
| 2012. szeptember 29. 18.00 (UTC+2) | 1/6                  | Gól / emberelőny | 1/8             | Komjádi Béla Sportuszoda, Budapest Nézőszám: 1 200 Játékvezetők: Juhász, dr. Fekete |
| 2012. szeptember 29. 18.00 (UTC+2) | 0/0                  | Gól / ötméteres  | 0/0             | Komjádi Béla Sportuszoda, Budapest Nézőszám: 1 200 Játékvezetők: Juhász, dr. Fekete |

| 2012. szeptember 30. 18.00 (UTC+2) | Groupama Honvéd        | 8 – 7            | TEVA-Vasas                                                     | Kőér utcai sportuszoda, Budapest Játékvezetők: Vogel, Székely |
| 2012. szeptember 30. 18.00 (UTC+2) | (0–2, 2–2, 3–3, 3–0)   |                  |                                                                | Kőér utcai sportuszoda, Budapest Játékvezetők: Vogel, Székely |
| 2012. szeptember 30. 18.00 (UTC+2) | Kiss G., Molnár P. 2–2 | Jegyzőkönyv      | Angyal, Brguljan, Csapó, Fazekas, Oeler, Takács, Steinmetz 1–1 | Kőér utcai sportuszoda, Budapest Játékvezetők: Vogel, Székely |
| 2012. szeptember 30. 18.00 (UTC+2) | 3/7                    | Gól / emberelőny | 1/7                                                            | Kőér utcai sportuszoda, Budapest Játékvezetők: Vogel, Székely |
| 2012. szeptember 30. 18.00 (UTC+2) | 0/1                    | Gól / ötméteres  | 0/1                                                            | Kőér utcai sportuszoda, Budapest Játékvezetők: Vogel, Székely |

| 2012. szeptember 29. 19.30 (UTC+2) | FTC Waterpolo        | 5 – 8            | A-Híd Szeged       | Komjádi Béla Sportuszoda, Budapest Nézőszám: 800 Játékvezetők: Horváth, Székely |
| 2012. szeptember 29. 19.30 (UTC+2) | (1–4, 1–0, 1–3, 2–1) |                  |                    | Komjádi Béla Sportuszoda, Budapest Nézőszám: 800 Játékvezetők: Horváth, Székely |
| 2012. szeptember 29. 19.30 (UTC+2) | Fülöp 3              | Jegyzőkönyv      | Kayes, Somogyi 2–2 | Komjádi Béla Sportuszoda, Budapest Nézőszám: 800 Játékvezetők: Horváth, Székely |
| 2012. szeptember 29. 19.30 (UTC+2) | 1/8                  | Gól / emberelőny | 1/11               | Komjádi Béla Sportuszoda, Budapest Nézőszám: 800 Játékvezetők: Horváth, Székely |
| 2012. szeptember 29. 19.30 (UTC+2) | 0/0                  | Gól / ötméteres  | 1/1                | Komjádi Béla Sportuszoda, Budapest Nézőszám: 800 Játékvezetők: Horváth, Székely |

| 2012. szeptember 30. 16.30 (UTC+2) | A-Híd Szeged                           | 11 – 3           | FTC Waterpolo | Újszegedi Sportuszoda, Szeged Játékvezetők: Németh, Vojvoda |
| 2012. szeptember 30. 16.30 (UTC+2) | (3–0, 3–1, 2–0, 3–2)                   |                  |               | Újszegedi Sportuszoda, Szeged Játékvezetők: Németh, Vojvoda |
| 2012. szeptember 30. 16.30 (UTC+2) | Hegedüs, Kayes, Molnár T., Younger 2–2 | Jegyzőkönyv      | Macdonell 2   | Újszegedi Sportuszoda, Szeged Játékvezetők: Németh, Vojvoda |
| 2012. szeptember 30. 16.30 (UTC+2) | 3/7                                    | Gól / emberelőny | 0/2           | Újszegedi Sportuszoda, Szeged Játékvezetők: Németh, Vojvoda |
| 2012. szeptember 30. 16.30 (UTC+2) | 2/3                                    | Gól / ötméteres  | 1/1           | Újszegedi Sportuszoda, Szeged Játékvezetők: Németh, Vojvoda |

| 2012. szeptember 29. 18.00 (UTC+2) | ZF-Eger                       | 8 – 9            | Szolnoki Dózsa-KÖZGÉP | Bitskey Aladár Sportuszoda, Eger Nézőszám: 600 Játékvezetők: Németh, Vogel |
| 2012. szeptember 29. 18.00 (UTC+2) | (3–2, 1–1, 2–1, 2–5)          |                  |                       | Bitskey Aladár Sportuszoda, Eger Nézőszám: 600 Játékvezetők: Németh, Vogel |
| 2012. szeptember 29. 18.00 (UTC+2) | Bátori, Gór-Nagy, Salamon 2–2 | Jegyzőkönyv      | Aleksić 3             | Bitskey Aladár Sportuszoda, Eger Nézőszám: 600 Játékvezetők: Németh, Vogel |
| 2012. szeptember 29. 18.00 (UTC+2) | 0/9                           | Gól / emberelőny | 2/10                  | Bitskey Aladár Sportuszoda, Eger Nézőszám: 600 Játékvezetők: Németh, Vogel |
| 2012. szeptember 29. 18.00 (UTC+2) | 0/0                           | Gól / ötméteres  | 1/1                   | Bitskey Aladár Sportuszoda, Eger Nézőszám: 600 Játékvezetők: Németh, Vogel |

| 2012. szeptember 30. 16.30 (UTC+2) | Szolnoki Dózsa-KÖZGÉP | 5 – 5            | ZF-Eger | Tiszaligeti Sportuszoda, Szolnok Játékvezetők: Juhász, Kun |
| 2012. szeptember 30. 16.30 (UTC+2) | (1–2, 3–2, 0–0, 1–1)  |                  |         | Tiszaligeti Sportuszoda, Szolnok Játékvezetők: Juhász, Kun |
| 2012. szeptember 30. 16.30 (UTC+2) | Negrean 2             | Jegyzőkönyv      | Mezei 2 | Tiszaligeti Sportuszoda, Szolnok Játékvezetők: Juhász, Kun |
| 2012. szeptember 30. 16.30 (UTC+2) | 1/11                  | Gól / emberelőny | 2/10    | Tiszaligeti Sportuszoda, Szolnok Játékvezetők: Juhász, Kun |
| 2012. szeptember 30. 16.30 (UTC+2) | 0/0                   | Gól / ötméteres  | 0/0     | Tiszaligeti Sportuszoda, Szolnok Játékvezetők: Juhász, Kun |

### Elődöntők
Az elődöntőbe jutott négy csapatot vaksorsolással párosították össze egymással. A párharcok győztesei kerültek a kupadöntőbe. A harmadik helyért nem játszottak, az elődöntők két vesztese bronzérmet kapott.
A sorsolást 2012. október 15-én tartották a Margit-szigeten.
Mérkőzések
| 2012. november 10. 16.30 (UTC+1) | Debreceni VSE                   | 3 – 5            | Szolnoki Dózsa-KÖZGÉP          | Komjádi Béla Sportuszoda, Budapest Nézőszám: 1 300 Játékvezetők: Székely, Kun |
| 2012. november 10. 16.30 (UTC+1) | (3–2, 0–0, 0–3, 0–0)            |                  |                                | Komjádi Béla Sportuszoda, Budapest Nézőszám: 1 300 Játékvezetők: Székely, Kun |
| 2012. november 10. 16.30 (UTC+1) | Korolija, Letica, Giorgetti 1–1 | Jegyzőkönyv      | Pásztor 3 Georgescu, Gocić 1–1 | Komjádi Béla Sportuszoda, Budapest Nézőszám: 1 300 Játékvezetők: Székely, Kun |
| 2012. november 10. 16.30 (UTC+1) | 0/10                            | Gól / emberelőny | 2/7                            | Komjádi Béla Sportuszoda, Budapest Nézőszám: 1 300 Játékvezetők: Székely, Kun |
| 2012. november 10. 16.30 (UTC+1) | 0/0                             | Gól / ötméteres  | 0/0                            | Komjádi Béla Sportuszoda, Budapest Nézőszám: 1 300 Játékvezetők: Székely, Kun |

| 2012. november 10. 18.15 (UTC+1) | A-Híd Szeged                        | 10 – 9           | TEVA-Vasas                                   | Komjádi Béla Sportuszoda, Budapest Nézőszám: 1 800 Játékvezetők: Németh, Vojvoda |
| 2012. november 10. 18.15 (UTC+1) | (3–3, 2–3, 2–2, 3–1)                |                  |                                              | Komjádi Béla Sportuszoda, Budapest Nézőszám: 1 800 Játékvezetők: Németh, Vojvoda |
| 2012. november 10. 18.15 (UTC+1) | Szivós 4 Kayes 3 Kunac 2 Kiss Cs. 1 | Jegyzőkönyv      | Vámos 4 Brguljan 2 Hárai, Katonás, Oeler 1–1 | Komjádi Béla Sportuszoda, Budapest Nézőszám: 1 800 Játékvezetők: Németh, Vojvoda |
| 2012. november 10. 18.15 (UTC+1) | 5/7                                 | Gól / emberelőny | 0/10                                         | Komjádi Béla Sportuszoda, Budapest Nézőszám: 1 800 Játékvezetők: Németh, Vojvoda |
| 2012. november 10. 18.15 (UTC+1) | 2/2                                 | Gól / ötméteres  | 2/2                                          | Komjádi Béla Sportuszoda, Budapest Nézőszám: 1 800 Játékvezetők: Németh, Vojvoda |

### Döntő
| 2012. november 11. 12.20 (UTC+1) | Az 1. elődöntő győztese                          | 8 – 9 (h. u.)    | A-Híd Szeged                                              | Komjádi Béla Sportuszoda, Budapest Játékvezetők: Juhász, Vogel |
| 2012. november 11. 12.20 (UTC+1) | (1–2, 3–3, 2–1, 1–1, 1–1, 0–1)                   |                  |                                                           | Komjádi Béla Sportuszoda, Budapest Játékvezetők: Juhász, Vogel |
| 2012. november 11. 12.20 (UTC+1) | Hosnyánszky, Kis, Pásztor 2–2 Aleksić, Gocić 1–1 | Jegyzőkönyv      | Molnár T. 3 Kayes 2 Decker, Kunac, Szivós, Török Béla 1–1 | Komjádi Béla Sportuszoda, Budapest Játékvezetők: Juhász, Vogel |
| 2012. november 11. 12.20 (UTC+1) | 1/12                                             | Gól / emberelőny | 3/11                                                      | Komjádi Béla Sportuszoda, Budapest Játékvezetők: Juhász, Vogel |
| 2012. november 11. 12.20 (UTC+1) | 2/2                                              | Gól / ötméteres  | 2/2                                                       | Komjádi Béla Sportuszoda, Budapest Játékvezetők: Juhász, Vogel |

| 2012. évi Férfi Vízilabda Theodora Magyar Kupa |
| ---------------------------------------------- |
| A-Híd Szeged 2. cím                            |

A kupagyőztes csapat tagjai: Baksa László (kapus), Decker Ádám, Hegedüs Gábor, Aljoša Kunac, Joseph Kayes, Kiss Csaba, Juhász Zsolt, Márkus Martin, Molnár Dávid (kapus), Molnár Tamás, Somogyi Balázs, Szivós Márton, Török Béla, Aaron Younger, Varga Péter, Vincze Márk.